# Bitwa o szańce pod Langnes
Bitwa o szańce pod Langnes – starcie zbrojne, które miało miejsce 9 sierpnia 1814 r. w trakcie wojny norwesko-szwedzkiej. Była ostatnią bitwą stoczoną przez dwa państwa skandynawskie. 

## Okoliczności
Wojnę norwesko-szwedzka rozpoczął atak szwedzkiej floty na norweskie jednostki stacjonujące w Hvaler. Początkowo znacznie ustępujące liczebnie wojska norweskie nie były w stanie stawić czoła doświadczonym w boju Szwedom. Po upadku twierdzy Fredrikstad dla króla norweskiego Chrystiana stało się jasne, że ostateczna klęska jest już tylko kwestią czasu. W tej sytuacji władca nakazał reorganizację wojska za rzeką Glomma, gdzie zbudowano most pontonowy w rejonie Askim. Znajdował się tu cypel z moreną i niewielkim wzniesieniem. Miejsce to idealnie nadawało się do obrony przyczółka mostu. Wzdłuż moreny wzniesiono prostej konstrukcji szańce, za którymi ustawiono cztery działa, a kolejne cztery na wzniesieniu. Stanowisko norweskie zostało obsadzone przez dwa regimenty piechoty z Oppland oraz trzy dywizjony strzelców z Valdres pod wodzą Diderika Hegermanna. 

## Starcie o szańce pod Langnes
Siły szwedzkie dowodzone przez generała Eberharda Ernsta Gottharda von Vegasacka i porucznika Jakoba Cederströma składały się z kilku regimentów piechoty z Västergötland oraz Värmland. Nocą 9 sierpnia straż przednia wojsk szwedzkich maszerując podczas gwałtownego deszczu dotarła do Langnes, gdzie doszło do kilku potyczek z patrolami norweskimi. Hegermann zarządził atak z zaskoczenia o świcie następnego dnia. Jednak bardziej doświadczeni Szwedzi odparli atak norweski, wypierając przeciwnika poza szańce. Po tym sukcesie Szwedzi przypuścili atak w długich kolumnach kierując się ze wzniesienia terenu, na którym obecnie znajduje się dworzec Langnes.
Teren był tutaj otwarty, jednak ziemia w wyniku gwałtownego deszczu przypominała grzęzawisko. W kierunku nadciągających Szwedów działa norweskie rozpoczęły gwałtowny ostrzał kartaczami, który zadał ciężkie straty maszerującym. Jak wspominał później Hegermann, odniosło się wrażenie że jakiś pojazd rozjechał kolumny szwedzkie. Tego dnia Szwedzi trzykrotnie podejmowali próby ataków. Ich kolumny były dziesiątkowane jednak przez ostrzał kartaczami, które wyrządzały w nich krwawe wyrwy. W tej sytuacji Szwedzi, chcąc uniknąć wysokich strat sformowali szereg i wykorzystując swoich strzelców podeszli w rejon szańców. W tym momencie Hegermann skierował swoje działa ze wzgórza na nacierających strzelców, zmuszając ich do odwrotu. Także trzeci atak szwedzki zakończył się niepowodzeniem. Po stronie norweskiej poległo 6 żołnierzy, a 9 zostało rannych, Szwedzi mogli stracić około 100 zabitych i rannych. 
Pomimo zwycięstwa i sprzeciwu Hegermanna król norweski wydał rozkaz do odwrotu. W jego trakcie działa zatopiono w rzece Glomma, ponieważ brakowało odpowiedniej liczby koni do ich transportu. Ciężaru przechodzącej armii nie wytrzymał też most pontonowy, który się załamał, w związku z czym Norwegowie zmuszeni zostali do przekroczenia rzeki w miejscu położonym dalej na południe.

## Znaczenie
Bitwa pod Langnes nie zmieniła sytuacji na froncie norwesko-szwedzkim. Miała jednak duże znaczenie dla armii norweskiej, która w uporządkowanym szyku wycofała się jako zwycięzca. Morale Norwegów nie zostało podłamane. Doprowadziło to do lepszej sytuacji wyjściowej w toczonych rozmowach pokojowych w Moss, gdzie Szwedom nie udało się wymusić na przeciwniku bezwarunkowej kapitulacji. 